# Bitera
Bitera is een bestuurslaag in het regentschap Gianyar van de provincie Bali, Indonesië. Bitera telt 7816 inwoners (volkstelling 2010).